# هنري كرايغر
هنري كرايغر (بالإنجليزية: Henry Krieger)‏ هو ملحن ومخرج أمريكي، ولد في 9 فبراير 1945 في نيويورك في الولايات المتحدة.

## وصلات خارجية
- هنري كرايغر على موقع IMDb (الإنجليزية)
- هنري كرايغر على موقع ميوزك برينز (الإنجليزية)
- هنري كرايغر على موقع قاعدة بيانات برودواي على الإنترنت (الإنجليزية)
- هنري كرايغر على موقع ديسكوغز (الإنجليزية)
- هنري كرايغر على موقع قاعدة بيانات الفيلم (الإنجليزية)